# Jan Jelínek
Jan Jelínek (ur. 19 maja 1912 w Zelowie, zm. 3 grudnia 2009 w Pradze) – czeski duchowny ewangelicki i żołnierz, który występował w obronie prześladowanych bez względu na przynależność narodową, polityczną, religijną czy wyznaniową.

## Życiorys
Urodził się i wychowywał w społeczności czeskiej w Zelowie w Polsce, syn Pavla Jelínka i Karoliny Jersákovej, jako potomek czeskich ewangelickich banitów.
W latach 1931–1935 studiował w Szkole Misyjnej w Ołomuńcu w Czechosłowacji i został ewangelickim pastorem. Później pracował jako dyrektor fabryki włókienniczej w Zelowie. W 1937 przyjął kaznodziejską funkcję w parafii ewangelicko-reformowanej w Kupiczowie na Wołyniu, gdzie oprócz Polaków (Kupiczów w tym okresie znajdował się na terenie Polski) i Ukraińców mieszkali także Czesi.
Gdy po wybuchu II wojny światowej w 1939 miejscowość zajęła Armia Czerwona, pomagał Polakom uciekającym do Rumunii, udzielając im noclegu w budynku parafii. Po przejęciu w 1941 Kupiczowa przez Niemców, z narażeniem życia regularnie przygotowywał i przewoził żywność dla Żydów do getta w Kowlu, ukrywał ich, a także pomagał w ucieczce. Wspierał Polaków, a także Rosjan i Ukraińców, prześladowanych przez sowieckie wojsko i banderowców, a także Rosjanom i Ukraińcom, m.in. żonie banderowca, którą chcieli zabić Polacy. Według różnych źródeł wspólnie z żoną Anną Jelínkovą pomógł od czterdziestu do dwustu ludziom, a uratował życie minimum dziesięciu. Wśród uratowanych były żydowskie rodziny Fischerów i Fronków, polska rodzina Siekierskich, Feliks Zubkiewicz, a także ukraińska rodzina Łuciuków.
W 1942 ożenił się z Anną, z którą w 1944 dobrowolnie wstąpił do armii Ludvíka Svobody, dowódcy 1 Korpusu Czechosłowackiego. Jan pracował w służbie medycznej a Anna była łączniczką. Brali udział w operacji dukielsko-preszowskiej oraz w wyzwoleniu Czechosłowacji.
Jan Jelínek w trakcie wojny ukończył szkołę oficerską i w momencie demobilizacji odchodził z wojska w stopniu podporucznika. Został odznaczony Czechosłowackim Walecznym Krzyżem, Medalem Zasługi Republiki Czeskiej II stopnia, Czechosłowackim Wojskowym Medalem Pamiątkowym z nadrukiem ZSRR, Medalem za Zwycięstwo nad Niemcami w Wielkiej Wojnie Ojczyźnianej 1941–1945 oraz Dukielskim Medalem Pamiątkowym. W 1948 został awansowany na porucznika rezerwy.
Podczas trwania rzezi wołyńskiej wspólnie z żoną Anną udzielał schronienia Polakom uciekającym z wsi dotkniętych agresją ze strony UPA. Po 1944 r., gdy Niemcy zostali wyparci z regionu przez ofensywę radziecką, Jelínek wystawiał fałszywe dokumenty osobom prześladowanym przez NKWD.
W kwietniu 1945 Jelínkowie wraz z wojskiem dostali się do Pragi, po wyzwoleniu osiedlili się w wiosce Oráčov w powiecie Rakovník. Jan Jelínek objął posługę księdza w parafii w Podbořanach. Z ramienia Ministerstwa Spraw Zagranicznych Republiki Czechosłowackiej pomagał Czechom w powrocie z Polski i Ukrainy do ojczyzny. Za pomocą fałszywych aktów urodzenia (z pieczątką Rady Kościelnej Parafii Ewangelicko-Reformowanej w Kupiczowie) uchronił rosyjskich emigrantów przed zesłaniem do sowieckich gułagów.
Ponieważ nie zgadzał się z komunistycznym reżimem, nie wspierał zakładania Zjednoczonych Spółdzielni Rolniczych (JZD) i w 1952 odmówił współpracy z Státní bezpečnost (aparatem bezpieczeństwa Czechosłowackiej Republiki Socjalistycznej), został aresztowany 10 stycznia 1958 na trzy miesiące, a 6 kwietnia 1958 skazany na dwa lata więzienia za działania wywrotowe. Karę odbył w obozie pracy w Rtyně v Podkrkonoší, gdzie pracował jako górnik wraz z innymi duchownymi ewangelickimi, rzymskokatolickimi i Świadkami Jehowy. Podczas pracy w kopalni doznał poważnego urazu kręgosłupa.
Po wyjściu na wolność nie mógł przebywać w kraju karlowarskim, w związku z czym nie powrócił do Oráčova. Dzięki pomocy przyjaciół zatrudniono go w fabryce farb i lakierów w Pradze. Pozostał tam aż do emerytury w 1972, po czym mógł ostatecznie wrócić do Oráčova. Po długich staraniach uzyskał pozwolenie władz państwowych na pracę jako pastor pomocniczy w pobliskich Podbořanach, jednak bez prawa do wynagrodzenia. Kazania wygłaszał do 2005, czyli do 93. roku życia. W większości z własnych oszczędności wyremontował kościół ewangelicki w Oráčovie.
Jan Jelínek spisał swoje wspomnienia w wydanej własnym nakładem książce pt. Pouštěj chléb svůj po vodě, co jest cytatem z księgi Kaznodziei Salomona: "Rozdawaj swój chleb w obfitości" (Kazn. 11;1).
Wołyńscy Czesi, a za nimi także czeskie i polskie media jeszcze za życia nazwały go mianem czeskiego Schindlera.
Jan Jelínek zmarł 3 grudnia 2009 w Pradze, dziewięć miesięcy po śmierci żony, por. Anny (marzec 2009).

## Odznaczenia
- Krzyż Wojenny Czechosłowacki 1939[1]
- Medal Zasługi Republiki Czeskiej II stopnia[1]
- Czechosłowacki Wojskowy Medal Pamiątkowy z nadrukiem ZSRR[1]
- Medal „Za zwycięstwo nad Niemcami w Wielkiej Wojnie Ojczyźnianej 1941–1945” (ZSRR)[1]
- Dukielski Medal Pamiątkowy[1]
- Uznanie żołnierskiego wysiłku w wyzwalaniu Ziem Polskich w ramach Operacji Jasielskiej – Ministerstwo Obrony Narodowej Rzeczypospolitej Polskiej[15]
- Patent i Odznaka „Weteran Walk o Wolność i Niepodległość Ojczyzny” (Polska, patent nr 77314)[16]
- Odznaka Szefa Sztabu Generalnego[8]
- Laudi Memorabilis[17]
- Order Tomáša Garrigue Masaryka I klasy (pośmiertnie, 2019)[18][19]
- Medal Virtus et Fraternitas (Polska, pośmiertnie, 2021)[20][21]